# Il processo Clémenceau (film 1917)
Il processo Clémenceau è un film del 1917 diretto da Alfredo De Antoni con interprete principale Francesca Bertini. Il film è tratto da un romanzo parzialmente autobiografico di Alexandre Dumas figlio pubblicato nel 1866.
Divisa in due episodi, Iza bambina (1079 metri) e Iza Donna (1354 metri), la pellicola è stata restaurata nel 1993 dalla Cineteca di Bologna.
Questo film, con il personaggio di Pierre Clémenceau ragazzo, segna l'esordio cinematografico dell'allora sedicenne Vittorio De Sica come attore.

## Trama
Lo scultore Pierre Clémenceau si trova in prigione, in attesa di essere processato. Gli eventi che hanno determinato la sua sorte attuale sono narrati attraverso una lunga lettera al suo avvocato in cui confessa il suo delitto.
Tempo addietro ha conosciuto il suo primo e unico amore della sua vita, la contessina di origini polacche, Iza Dobrowska. Iza vive a Parigi con la zia Matilde, una donna intrigante e avida che cerca in tutti i modi di utilizzare la nipote per raggiungere lusso e ricchezze. I due si frequentano e si fidanzano, ma l'idillio viene interrotto da un'improvvisa partenza per la Polonia, dove la zia spera di poter rientrare in possesso del patrimonio di famiglia, sequestrato per motivi politici. Benché Pierre e Iza all'atto della separazione si siano giurati amore eterno, in Polonia Iza dimentica ben presto Pierre. La zia bega perché la nipote faccia innamorare di sè il principe Sergio. La cosa però non è ben vista dalla famiglia di Sergio, preoccupata per i debiti che Sergio ha contratto per amore di Iza. Alla fine il padre di Sergio interviene per troncare la relazione d'autorità: Sergio è inviato nel Caucaso fino al raggiungimento della maggiore età, mentre Iza e la zia vengono denunciate alle autorità che relegano le due donne in una cittadina di provincia dopo aver definitivamente confiscato tutti i loro beni. 
Iza oramai in disgrazia apprende che Pierre è divenuto famoso. Si decide a scrivergli per chiedergli perdono e per suplicarlo di venirla a liberare. Pierre, ancora innamorato, la porta con sè a Parigi, la sposa, lasciando la perfida zia in Polonia. Ma costei, con l'aiuto di Sergio, che è fuggito dal Caucaso, si reca a Parigi, fa credere a Iza di aver finalmente riavuto i beni di famiglia e la induce a darsi alla bella vita, abbandonando Pierre. E Iza si lascia trascinare in un'esistenza di falso splendore. 
Quando Pierre, tempo dopo, reincontra questa creatura affascinante e demoniaca, che non ha mai cessato di amare, dopo un'ultima notte d'amore la uccide con un pugnale e poi si costituisce.

## Curiosità
Il romanzo di Dumas ha ispirato anche il film statunitense The Clemenceau Case del 1915, sceneggiato e diretto da Herbert Brenon con protagonista Theda Bara. Il film è ritenuto perso.